# عملية زحل الصغير
هجوم الدونتس الأوسط (بالروسية: Среднедонская наступательная операция) والتي عُرفت باسم عملية زحل (بالروسية: Операция Сатурн) وأُعيد تسميتها مرة أخرى خلال سير العمليات العسكرية إلى عملية زحل الصغير (بالروسية: Операция Малый Сатурн)، عملية عسكرية هجومية قام بها الجيش الأحمر أثناء المعارك على الجبهة الشرقية خلال الحرب العالمية الثانية والتي أدت لنشوب معارك شمال القوقاز وحوض الدونتس بالاتحاد السوفيتي خلال الفترة ما بين 12 ديسمبر 1942 وحتى 18 فبراير 1943.
استثمارًا للنجاح الذي تحقق من خلال عملية أورانوس (بالروسية: Операция Уран) التي شنتها القوات السوفيتية في 19 نوفمبر 1942 وتمكنت خلالها من أسر ما يتراوح بين 250,000 و300,000 جندي ألماني من أفراد الجيش السادس والجيش الرابع بانزر تحت قيادة فريدريتش باولوس في ستالينغراد، خطط قادة هيئة أركان الجيش الأحمر لحملة عسكرية شتوية طموحة أُطلق عليها اسم عملية زحل ومع الخسائر التي مُني بها الجانب السوفيتي خلال المراحل الأولى من الحملة، خفّض جوزيف ستالين من سقف طموحاته وكذلك من أهداف الحملة العسكرية ليُعاد تسمية العملية إلى عملية زحل الصغير.

## الخلفية
شنت مجموعتا الجيوش الألمانية أ (بالألمانية: Heeresgruppe A) وب (بالألمانية: Heeresgruppe B) هجومًا مضادًا ضد الجيوش السوفيتية المتقدمة والمتمركزة حول مدينة خاركوف نتج عنه اندلاع معركة خاركوف الثانية في 17 مايو 1942 والتي طوّرتها القوات الألمانية لتصبح عملية الحالة الزرقاء (بالألمانية: Fall Blau) في 28 يونيو من العام نفسه والتي هدفت للاستيلاء على حقول البنفط في القوقاز، وبدأت المعرك بتحقيق القوات الألمانية لبعض الانتصارات المتتالية والتي تمثلت في استيلاء الجيش الرابع بانزر بقيادة الجنرال هرمان هوث على مدينة فورونيج مما شكّل تهديدًا مباشرًا للمقاومة السوفيتية ومع بداية أغسطس وصل الجيش الأول بانز بقيادة الجنرال بول لودفيغ فون كلايست إلى حقول النفط في مايكوب على بعد 500 كم (310 ميل) جنوب مدينة روستوف والتي احتلها الجيش الرابع بانزر في 23 يوليو، شكّلت هذه السلسلة من المكاسب الألمانية الفورية العديد من المخاوف السوفيتية والتي تمثلت في قطع الاتصال بين الجزئين الشمالي والجنوبي للاتحاد السوفيتي وكذلك قطع خطوط الإمداد القادمة من إيران عبر الممر الفارسي إلا أن التفوّق الألماني لم يدم طويلا خاصة مع تعرّض الوحدات لنقص حاد في الأفراد والوقود مما أثّر سلبًا على سير المعارك، حيث انخفضت أعداد بعض فرق البانزر إلى 54 دبابة فقط.